# Čierne Kľačany
Čierne Kľačany (Hongaars: Feketekelecsény) is een Slowaakse gemeente in de regio Nitra, en maakt deel uit van het district Zlaté Moravce.
Čierne Kľačany telt 1.105 inwoners.